# Mecynocypria obtusa
Mecynocypria obtusa är en kräftdjursart som först beskrevs av Sars.  Mecynocypria obtusa ingår i släktet Mecynocypria och familjen Cyprididae. Inga underarter finns listade i Catalogue of Life.